# ARQ
ARQ (енгл. Automatic Repeat-reQuest — аутоматски захтев за понављањем) је метод контроле грешака који у рачунарским мрежама осигурава безбеднији пренос података тако што се пакети за које не постоји потврда успешног примања шаљу више пута за редом.
Типови ARQ су Stop-and-wait ARQ, Go-Back-N ARQ и ARQ са селективним понављањем.
Једна варијација ARQ је Хибридни ARQ, који пружа боље перформансе, конкретно код бежичних мрежа, по цену веће сложености имплементације.